# Clavatula strebeli
Clavatula strebeli là một loài ốc biển, là động vật thân mềm chân bụng sống ở biển thuộc họ Clavatulidae.